# USS Haraden (DD-585)
USS Haraden (DD-585) là một tàu khu trục lớp Fletcher được Hải quân Hoa Kỳ chế tạo trong Chiến tranh Thế giới thứ hai. Nó là chiếc tàu chiến thứ hai của Hải quân Mỹ được đặt theo tên Jonathan Haraden (1744-1803), một thuyền trưởng tàu lùng trong cuộc Chiến tranh Cách mạng Hoa Kỳ. Nó hoạt động cho đến hết Thế Chiến II, được cho xuất biên chế năm 1946, và bị đánh chìm như một mục tiêu năm 1973. Haraden được tặng thưởng năm Ngôi sao Chiến trận do thành tích phục vụ trong Thế Chiến II.

## Thiết kế và chế tạo
Haraden được đặt lườn tại Xưởng hải quân Boston ở Boston, Massachusetts vào ngày 9 tháng 11 năm 1942. Nó được hạ thủy vào ngày 19 tháng 3 năm 1943; được đỡ đầu bởi cô Caroline E. Derby, hậu duệ năm đời của thuyền trưởng Jonathan Haraden; và nhập biên chế tại Boston vào ngày 16 tháng 9 năm 1943 dưới quyền chỉ huy của Hạm trưởng, Trung tá Hải quân H. C. Allen, Jr.

## Lịch sử hoạt động

### 1943
Haraden rời Boston vào ngày 9 tháng 10 năm 1943 cho chuyến đi chạy thử máy, và sau khi hoàn tất, nó gia nhập cùng tàu sân bay Intrepid tại Boston vào ngày 30 tháng 11 để đi sang khu vực Mặt trận Thái Bình Dương. Nó băng qua kênh đào Panama và đi đến San Diego, California vào ngày 21 tháng 12 để gia nhập Đội hỗ trợ phía Bắc dưới quyền Chuẩn đô đốc Jesse Oldendorf tham gia Chiến dịch quần đảo Marshall.

### 1944
Hỗ trợ cho đội vận chuyển tấn công chính, Haraden đi đến ngoài khơi quần đảo Marshall vào ngày 30 tháng 1, được cho tách ra để hình thành nên lực lượng hộ tống các thiết giáp hạm và tàu tuần dương trong đợt bắn phá nặng nề lên đảo san hô Kwajalein vào ngày 31 tháng 1. Khi binh lính đổ bộ lên bờ dưới hỏa lực tại đảo Ennubir, nó chuyển sang hỗ trợ hỏa lực trực tiếp, xoay các khẩu pháo của nó nhắm vào một kho đạn đối phương trên đảo Ennagannet, phá hủy mục tiêu với một vụ nổ dữ dội. Nó chuyển sang hoạt động tuần tra chống tàu ngầm đêm hôm đó, và sang ngày 1 tháng 2 đã tiếp tục bắn pháo hỗ trợ và tuần tra trong khi diễn ra cuộc đổ bộ lên đảo Roi-Namur. Chiếc tàu khu trục rời khu vực Kwajalein một giai đoạn ngắn để hộ tống một đoàn tàu vận tải đi quần đảo Ellice từ ngày đến ngày 6 đến ngày 15 tháng 2, rồi quay trở lại để tuần tra chống tàu ngầm ngoài khơi Kwajalein và Eniwetok cho đến ngày 29 tháng 2.
Haraden đi đến Trân Châu Cảng vào ngày 8 tháng 3, và sau một giai đoạn bảo trì ngắn, nó quay trở lại khu vực quần đảo Marshall cùng hai tàu chở dầu hạm đội để tiếp nhiên liệu. Đến nơi vào ngày 1 tháng 4, nó đảm trách nhiều nhiệm vụ khác nhau, bao gồm bắn pháo hỗ trợ và tuần tra chống tàu ngầm, cho đến khi lên đường đi Trân Châu Cảng cùng tàu sân bay hộ tống Bataan (CVL-29) vào ngày 18 tháng 5. Tại Trân Châu Cảng, nó được phân công hộ tống các tàu sân bay Natoma Bay (CVE-62) và Manila Bay (CVE-61) cùng tàu sửa chữa Hector (AR-7) cho chiến dịch quan trọng tiếp theo tại khu vực  Trung tâm Thái Bình Dương: Chiến dịch quần đảo Mariana và Palau.
Đi đến phía Đông Saipan vào ngày 22 tháng 6, Haraden bảo vệ cho các tàu sân bay hộ tống khi chúng tung máy bay ra không kích từ ngày 22 đến ngày 24 tháng 6. Đang khi tiếp nhiên liệu cặp bên mạn Natoma Bay, nó suýt bị đánh trúng bốn quả bom trong một đợt không kích bất ngờ của đối phương; hai quả rơi cách khoảng 200 thước Anh (180 m) bên mạn trái và hai quả rơi phía đuôi tàu. Con tàu quay trở về Trân Châu Cảng, đến nơi vào ngày 8 tháng 7; và cho đến ngày 15 tháng 9, nó huấn luyện thực tập cơ động tại vùng biển Hawaii nhằm chuẩn bị cho chiến dịch đổ bộ tiếp theo lên Philippines.
Haraden đi đến cảng Seeadler thuộc đảo Manus, quần đảo Admiralty vào ngày 2 tháng 10, rồi lên đường 12 ngày sau đó trong thành phần hộ tống một đội vận chuyển lớn chuyên chở lực lượng tấn công. Họ đi đến ngoài khơi Leyte vào ngày 20 tháng 10, và chiếc tàu khu trục bắt đầu nhiệm vụ nặng nề hộ tống các tàu vận chuyển trong khi diễn ra cuộc đổ bộ chính và sau đó. Máy bay Nhật Bản tấn công hầu như liên tục nhắm vào lực lượng đổ bộ từ xế trưa ngày 20 tháng 10, và nó đã trợ giúp vào việc phòng không, bảo vệ các tàu vận tải.
Xế trưa ngày 26 tháng 10, Haraden hợp cùng một đội đặc nhiệm tàu sân bay hộ tống trong vịnh Leyte để đi Manus, đi đến cảng Seeadler vào ngày 1 tháng 11. Nó ở lại đây cho đến ngày 12 tháng 11 trước khi lên đường đi Palau, đến nơi vào ngày 18 tháng 11, rồi từ đây hộ tống trên không cho một đoàn tàu vận tải tiếp liệu trong chuyến đi khứ hồi đến Philippines cho đến ngày 28 tháng 11. Đội đặc nhiệm tàu sân bay hộ tống, cùng với chiếc tàu khu trục, lên đường vào ngày 10 tháng 12 để tiến vào biển Sulu trong chặng đường đi Mindoro.
Haraden và các tàu sân bay hộ tống đi vào biển Sulu vào ngày 13 tháng 12, nơi họ bị bốn máy bay đối phương tấn công. Chiếc tàu khu trục đã giúp bắn rơi ba trong số bốn kẻ tấn công, nhưng chiếc thứ tư hướng sang trái và đâm bổ vào nó. Cho dù đã bị hỏa lực phòng không của Haraden bắn cháy, nó vẫn đâm vào mạn chiếc tàu khu trục, làm hỏng động cơ phía trước và hư hại nặng cấu trúc bên trên sàn tàu. Haraden chết đứng giữa biển; nó được  tàu khu trục Twiggs (DD-591) đi đến trợ giúp, rồi di chuyển được bằng chính động lực của mình. Nó rút lui về vịnh San Pedro, Leyte vào ngày 14 tháng 12, chuyển số thương vong bao gồm  14 người chết và 24 người khác bị thương, rồi lên đường quay trở về Hoa Kỳ ngang qua Hawaii. Nó đi vào Xưởng hải quân Puget Sound, Bremerton, Washington vào ngày 14 tháng 1 năm 1945 để sửa chữa những hư hại trong chiến đấu.

### 1945
Sau khi hoàn tất sửa chữa, Haraden lại khởi hành từ San Francisco vào ngày 19 tháng 4 để đi sang khu vực Thái Bình Dương, đi đến Trân Châu Cảng vào ngày 25 tháng 4. Nó làm nhiệm vụ hộ tống các đoàn tàu vận tại tại Tây Thái Bình Dương cho đến ngày 6 tháng 7, khi con tàu tiến hành một loạt các cuộc thực tập huấn luyện ngoài khơi vịnh Subic, quần đảo Philippine.
Haraden sau đó tham gia các hoạt động ngoài khơi bờ biển Trung Quốc sau khi Nhật Bản đầu hàng. Nó lên đường vào ngày 28 tháng 8 cùng các đơn vị thuộc Đệ Thất hạm đội, biểu dương lực lượng tại Thanh Đảo và dọc theo bờ biển Trung Quốc để ổn định tình hình căng thẳng tại đây. Chiếc tàu khu trục đi đến Jinsen, Triều Tiên vào ngày 8 tháng 9, và sau một chuyến đi khác dọc bờ biển Trung Quốc và quay lại, đã rời Jinsen cùng lực lượng chiếm đóng Bắc Trung Quốc vào ngày 29 tháng 9.
Haraden đã hỗ trợ cho các cuộc đổ bộ của lực lượng chiếm đóng ngoài khơi vịnh Đại Cô từ ngày 30 tháng 9 đến ngày 6 tháng 10, viếng thăm Yên Đài, Thượng Hải, Đại Cô Khẩu và Thanh Đảo để hỗ trợ việc chiếm đóng. Khởi hành từ Thanh Đảo để quay trở về nhà vào ngày 13 tháng 12, nó đi ngang Trân Châu Cảng và về đến San Francisco vào ngày 3 tháng 1 năm 1946. Nó chuyển đến San Diego không lâu sau đó và bị bỏ không cho đến khi xuất biên chế tại đây vào ngày 2 tháng 7 năm 1946, được đưa về Hạm đội Dự bị Thái Bình Dương tại San Diego.
Haraden được cho rút khỏi danh sách Đăng bạ Hải quân vào ngày 1 tháng 11 năm 1972, rồi bị đánh chìm như một mục tiêu vào tháng 11 năm 1973.

## Phần thưởng
Haraden được tặng thưởng năm Ngôi sao Chiến trận do thành tích phục vụ trong Thế Chiến II.